# اروس شیاوون
اروس شیاوون (انگلیسی: Eros Schiavon؛ زادهٔ ۲۴ آوریل ۱۹۸۳) بازیکن فوتبال اهل ایتالیا است.
از باشگاه‌هایی که در آن بازی کرده‌است می‌توان به باشگاه فوتبال چیتادلا، باشگاه فوتبال پادوا، باشگاه فوتبال آولینو، باشگاه فوتبال پرو ورچلی، و باشگاه فوتبال اسپال اشاره کرد.